# Бордуляк
Бо́рдуляк — українське прізвище, утворене від назви населеного пункту Бордуляки.
- Бордуляк Тимотей Гнатович — український письменник, священик УГКЦ, просвітянський та громадський діяч.
- Бордуляк Тимофій Вікторович — український громадський та політичний діяч. Голова Дрогобицької міськрайонної організації Товариства «Просвіта» імені Шевченка, член  обласної організації Товариства (1990-1992). Член організаційного комітету зі спорудження пам’ятника Тарасові Шевченкові в Дрогобичі (1991). Заступник голови Дрогобицької «Просвіта» (1992-2017). Очолював Координаційну раду Блоку національно-демократичних сил Дрогобиччини та був членом  її президії. Внук Тимотея Бордуляка.
- Бордуляк Нестор Вікторович (5 жовтня 1938 — 11 січня 2019, м. Стрий) — громадський діяч, голова стрийської «Просвіти»; член спостережчої ради кредитної спілки «Вигода» (до 01.04.2012); член Наглядової ради фонду громад «Рідня». Внук Тимотея Бордуляка.